# Augustyn Bloch
Augustyn Hipolit Bloch (ur. 13 sierpnia 1929 w Grudziądzu, zm. 6 kwietnia 2006 w Warszawie) – polski kompozytor i organista.

## Życiorys
W 1950 roku ukończył Państwową Szkołę Muzyczną II stopnia w Gdańsku-Wrzeszczu w klasie organów. Naukę kontynuował w Państwowej Wyższej Szkole Muzycznej w Warszawie, gdzie w 1954 ukończył organy u Feliksa Rączkowskiego, a w 1959 kompozycję u Tadeusza Szeligowskiego. W okresie nauki w Gdańsku i studiów (w latach 1947–1957) był organistą kościołów w Gdańsku (Wrzeszczu i Oliwie) i Warszawie, koncertował na ocalałych organach we Wrocławiu. W latach 1954–1977 związany był stałą współpracą z Teatrem Polskiego Radia jako twórca muzyki do słuchowisk.
Był wiceprezesem Zarządu Głównego Związku Kompozytorów Polskich w latach 1977–1979 i 1983–1987. Był przewodniczącym komisji programowej Międzynarodowego Festiwalu Muzyki Współczesnej Warszawska Jesień w latach 1979–1987. Wiele jego kompozycji wykonywano na tym festiwalu.
Współpracował z wieloma teatrami dramatycznymi i scenami muzycznymi w kraju (m.in. z Operą Bydgoską, Operą Bałtycką, Teatrem Muzycznym w Gdyni, Operetką Warszawską), komponował muzykę dla Teatru Polskiego Radia i Teatru Telewizji. 
Prywatnie - mąż wybitnej polskiej śpiewaczki Haliny Łukomskiej.

## Dorobek kompozytorski
- 1953: Fantasia per organo
- 1953: wariacje fortepianowe Karol Szymanowski in memoriam
- 1954: Sonata per organo
- 1958: Concertino na skrzypce solo, orkiestrę smyczkową, fortepian i perkusję
- 1958–1974: Piosenki dla dzieci na głosy  i zespół instrumentalny
- 1959: Espressioni per soprano ed orchestra
- 1959: Impressioni poetiche na chór męski i orkiestrę
- 1961: Medytacje na sopran organy i perkusję
- 1962: Voci – balet w jednym akcie
- 1963: Oczekiwanie – balet w jednym akcie
- 1963: Depesza na chór dziecięcy, dwa fortepiany i perkusję
- 1964: Dialoghi na skrzypce i orkiestrę
- 1965: Byk – balet w jednym akcie
- 1967: opera-misterium w jednym akcie Alejet, córka Jeftego
- 1968: Salome - muzyka do filmu krótkometrażowego
- 1968: Gilgamesz – balet w jednym akcie
- 1970: Enfiando per orchestra
- 1970: Salmo gioioso per soprano e cinque fiati
- 1971: musical Pan Zagłoba
- 1973: Bardzo śpiąca królewna - opera-balet-pantomima w jednym akcie
- 1974: Jubilate per organo
- 1974: Poemat o Warszawie na głos recytujący, chór mieszany i orkiestrę
- 1974: pastorałka mazowiecka Z gwiazdą w cudobudzie
- 1975: Zwierciadło – balet-pantomima na taśmę
- 1976: Wordsworth songs – kompozycja na baryton i orkiestrę kameralną
- 1976: Clarinetto divertente – miniatura na klarnet solo
- 1976: Taka sobie muzyka – cykl 7 pieśni na sopran i orkiestrę
- 1977: Głos milczenia – balet-pantomima na taśmę
- 1977: Piosenki dla dzieci na głos i fortepian
- 1978: Filigranki na fortepian
- 1978: Bajka o skrzypcowej duszy - musical dla dzieci
- 1978: Warstwy czasu na 15: instrumentów smyczkowych
- 1979: Anenaiki na 16-głosowy mieszany chór a cappella
- 1980: Carmen biblicum na sopran i dziewięć instrumentów
- 1981: muzyka fortepianowa dla dzieci Chodzenie po klawiszach na cztery małe ręce i perkusję też nie dużą
- 1981: Notes for alto saxophone
- 1982: Oratorium na organy, smyczki i perkusję
- 1982: muzyka fortepianowa dla dzieci Jazda na gapę przez Europę
- 1983: Supplicazioni per violoncello e pianoforte
- 1984: Canti per coro ed organo,
- 1984: A due per saxofono, clarinetto basso, vibrafono e marimbafono
- 1985: Forte, piano et forte per organo solo,
- 1985: Musica per clarinetto e quattro archi
- 1986: Bleibe bei uns, Herr/Zostań panie z nami – muzyka o zmierzchu na orkiestrę,
- 1986: Dueto per violino e violoncello,
- 1987: psalmodie na recytatora, organy, chór i orkiestrę Denn Dein Licht kommt/Albowiem nadejdzie światłość twoja,
- 1988: Exaltabo te, domino per coro misto,
- 1988: Lauda per soprano, alto, percussione e quattro archi,
- 1988: Geige und Orgel
- 1988: Musica per tredici ottoni,
- 1989: Litania ostrobramska na chór mieszany i orkiestrę
- 1990: Du sollst nicht töten/Nie zabijaj! medytacje na baryton, wiolonczelę, chór i orkiestrę poświęcone pamięci Jerzego Popiełuszki,
- 1992: Trio per violino, violoncello e pianoforte,
- 1993: Empor/Wzwyż na orkiestrę,
- 1994: Die Verscheuchte/Wypłoszona na baryton, fortepian, altówkę i wiolonczelę
- 1995: Infiltrazioni per due violini Béla Bartók in memoriam,
- 1996: Hac fest die na chór, organy, orkiestrę symfoniczną i zespół dawnych instrumentów,
- 1997: Oratorium Gedanense per organo, coro ed orchestra,
- 1998: Drei Stücke Saxophon-Kammerorchester.
- 2002: Pieśń przed zaśnięciem na sopran koloraturowy i cztery soprany
- 2003: W górze nad nami medytacje na cztery soprany, cztery alty, cztery tenory

Muzyka do sztuk teatralnych, filmów, słuchowisk radiowych.

## Nagrody międzynarodowe w konkursach kompozytorskich
- 1961: Vercelli (Włochy), za Wariacje fortepianowe Karol Szymanowski in memoriam,
- 1962: Monako, za Medytacje na sopran, organy i perkusję,
- 1963: Monako, za balet Oczekiwanie.
- 1969: Paryż (Francja), za Dialoghi per violino ed orchestra III miejsce na Międzynarodowej Trybunie Kompozytorów UNESCO,
- 1989: Brighton (Anglia), za oratorium na organy, smyczki i perkusję

## Inne nagrody i odznaczenia
- 1960: Nagroda Komitetu do spraw Radia i Telewizji za muzykę do programów i spektakli radiowych dla dzieci
- 1962: Nagroda Polskiego Radia
- 1965: Nagroda Komitetu do spraw Radia i Telewizji za ilustrację muzyczną do słuchowisk radiowych, a w szczególności do Pobożnej Marty Tirso de Moliny i Perły Steinbecka
- 1968: Nagroda Zespołowa Komitetu do spraw Radia i Telewizji za wkład w inaugurację sceny muzycznej TV
- 1969: Krzyż Kawalerski Orderu Odrodzenia Polski
- 1969: Odznaka ZAiKS-u[3]
- 1971: Nagroda Ministra Kultury i Sztuki za Enfiando per orchestra
- 1975: Nagroda Prezesa Rady Ministrów za twórczość muzyczną dla dzieci i młodzieży, w tym za opero-balet-pantomimę Bardzo śpiąca królewna
- 1979: Krzyż Oficerski Orderu Odrodzenia Polski
- 1985: Nagroda Ministra Kultury i Sztuki I stopnia za wybitne osiągnięcia w dziedzinie muzyki symfonicznej
- 1981: Doroczna Nagroda Związku Kompozytorów Polskich
- 1993, 1998: Medal ZAiKS-u[3]
- 1994: Nagroda im. Włodzimierza Pietrzaka za wybitny dorobek kompozytorski w muzyce religijnej, ze szczególnym uwzględnieniem medytacji Du sollst nich töten!/Nie zabijaj!, poświęconych pamięci ks. Popiełuszki i pastora Bonhoeffera
- 1999: Krzyż Komandorski Orderu Odrodzenia Polski[4]
- 2000: Johann-Wenzel-Stamitz Preis, nagroda Gildii Artystów w Esslingen za twórczą działalność na rzecz zbliżenia i porozumienia Niemiec ze wschodnimi sąsiadami na polu kultury
- 2006: Złoty Medal „Zasłużony Kulturze Gloria Artis”[5]

Źródło:.